# Borisławec
Borisławec (mac. Бориславец) – szczyt w górach Szar Płanina. Leży w Macedonii Północnej, blisko granicy z Kosowem, na południe od najwyższego szczytu pasma Titow Wrw. Jest to trzeci co do wysokości szczyt Szar Płaniny.